# Venus București
Il Venus București è stata una società calcistica rumena con sede nella città di Bucarest, fondata il 5 luglio 1915. Dominatrice del calcio rumeno dalla fine degli anni venti a tutti gli anni trenta insieme al Ripensia Timișoara, ha vinto 7 scudetti. Dopo la seconda guerra mondiale, alla ripresa dell'attività agonistica, ha disputato due stagioni in Divizia B e una in Divizia C prima di sciogliersi.

## Storia

### La fondazione e gli scudetti
Il club venne fondato nel 1915 nel quartiere Grivița-Buzești, situato nei pressi della stazione ferroviaria București Nord. Con la ripresa del campionato dopo la prima guerra mondiale il Venus alla prima partecipazione vinse il titolo nella stagione 1919-20.
Dalla stagione 1921-22 il campionato cambiò struttura, passando ai gironi regionali prima delle finali nazionali. Il Venus riuscì spesso a qualificarsi per la fase nazionale non andando però oltre le semifinali. Il terzo titolo arrivò nel 1928-29 e il quarto nel 1931-32. Con la riforma del campionato nel 1932 il club venne ammesso in Divizia A dove restò fino alla soppressione del campionato a causa della seconda guerra mondiale.
Negli anni '30 vinse altri quattro titoli, il più netto nella stagione 1938-1939 quando il distacco dalla seconda in classifica fu di 9 punti.

### Il dopoguerra e lo scioglimento
Il primo campionato del dopoguerra, il 1946-47, vide il Venus partecipare alla Divizia B e terminò il proprio girone al quinto posto, mentre l'anno successivo venne retrocesso nella terza serie dopo aver terminato il campionato al penultimo posto.
Nel 1948 il Partito Comunista Rumeno promulgò una legge secondo la quale ogni società doveva essere affiliata ad un sindacato o a un ente governativo. Il Venus si consorziò con le Uzinele Comunale București diventando Venus UCB e partecipò alla Divizia C, disputando un anonimo girone nei bassifondi della classifica. Al termine della stagione, con la soppressione della Divizia C, il club si sciolse.

### La coppa di Romania mai vinta
Nonostante i numerosi successi in campionato, il Venus non riuscì mai a conquistare la coppa nazionale, manifestazione dove trionfavano il Ripensia e il Rapid Bucarest. Contro la squadra della capitale disputò la sua unica finale nell'edizione 1939-40. In un'epoca dove in caso di parità dopo i tempi supplementari la partita veniva ripetuta, questa finale venne giocata 4 volte tra aprile e novembre 1940 per un punteggio totale di 10-9..

## Stemma
Fin dalla fondazione, lo stemma era composto da una stella a otto punte bianca con scritto VENUS in centro su sfondo nero.

## Competizioni internazionali
L'ingresso della Romania tra le nazioni partecipanti alla Coppa Mitropa ha permesso ai suoi club più prestigiosi di confrontarsi con le squadre di altri paesi. Il Venus partecipò alle edizioni del 1937, 1939 e 1940 venendo sempre eliminata al primo turno con un bilancio di 5 sconfitte e un'unica vittoria contro il Bologna nel 1939

## Palmarès

### Competizioni nazionali
- Campionato rumeno: 7

1919-1920, 1928-1929, 1931-1932, 1933-1934, 1936-1937, 1938-1939, 1939-1940

### Altri piazzamenti
- Campionato rumeno:

Secondo posto: 1920-1921, 1937-1938 (gruppo 2)
Terzo posto: 1934-1935
Semifinalista: 1922-1923
- Coppa di Romania:

Finalista: 1939-1940
Semifinalista: 1934-1935, 1936-1937, 1937-1938, 1938-1939, 1941-1942

## Stadio
Dal 1931 il club giocava nello Stadionul Venus avveniristico impianto con 15.000 posti che nel 1935 ospitò la prima partita in notturna in Romania. Venne demolito nel 1948